# Heliotropium micranthum
Heliotropium micranthum là loài thực vật có hoa trong họ Mồ hôi. Loài này được (Pall.) Bunge mô tả khoa học đầu tiên năm 1852.